# Ehretia indica
Ehretia indica är en strävbladig växtart som först beskrevs av August Wilhelm Dennstedt och Vincenz Franz Kosteletzky, och fick sitt nu gällande namn av Marselein Rusario Almeida och S.M. Almeida. Ehretia indica ingår i släktet Ehretia och familjen strävbladiga växter. Inga underarter finns listade i Catalogue of Life.